# Fehértorkú szalagostimália
A fehértorkú szalagostimália (Actinodura nipalensis) a madarak osztályának verébalakúak (Passeriformes) rendjébe és a Leiothrichidae családjába tartozó faj.

## Rendszerezése
A fajt Brian Houghton Hodgson angol természettudós írta le 1836-ban, a Cinclosoma nembe Cinclosoma nipalensis néven. Egyes szervezetek a Sibia nembe sorolják Sibia nipalensis néven.

## Előfordulása
Himalája keleti részén, Bhután, Kína, India és Nepál területén honos. A természetes élőhelye a szubtrópusi vagy trópusi hegyi esőerdők és mérsékelt övi erdők, valamint magaslati cserjések. Állandó, nem vonuló faj.

## Megjelenése
Testhossza 21 centiméter, testtömege 39–48 gramm.

## Életmódja
Rovarokkal, bogyók, magvakkal és virágokkal táplálkozik.